# Угла
Угла — река в России протекает по территории Шекснинского района Вологодской области, впадает по левому берегу в Шекснинский русловый участок Рыбинского водохранилища (бассейн Волги). Длина реки составляет 62 км. Площадь водосборного бассейна — 512 км².

## Течение
Угла начинается около деревни Марьино (Сельское поселение Юроченское). Река течёт в верхнем течении на восток, затем поворачивает на север, затем — на северо-запад. Русло сильно извилистое.
За исключением верховий долина реки плотно заселена. В среднем течении на берегу реки село Любомирово (левый берег). В среднем и нижнем течении на берегах расположены деревни Думино, Гузново, Строкино, Лево, Новоселки, Шайма, Роица, Былино, Верхний Дор, Нижний Дор, Мальгино, Барово, Лукинки, Большое Митенино (правый берег); Миронково, Комарово, Погорелка, Подолец, Рылово, Селино, Пронино (левый берег).
Угла впадает в северную часть Рыбинского водохранилища (Шекснинский русловый участок) южнее посёлка Шексна. В месте впадения на правом берегу реки расположены южные районы посёлка, на левом — крупная деревня Прогресс.

## Притоки (км от устья)
- 3 км: река Имая (пр)
- 12 км: река Роица (пр)
- 20 км: река Чёбсара (пр)
- 26 км: река Охотка (пр)

## Данные водного реестра
По данным государственного водного реестра России относится к Верхневолжскому бассейновому округу, водохозяйственный участок реки — Рыбинское водохранилище до Рыбинского гидроузла и впадающие в него реки, без рек Молога, Суда и Шексна от истока до Шекснинского гидроузла, речной подбассейн реки — Реки бассейна Рыбинского водохранилища. Речной бассейн реки — (Верхняя) Волга до Куйбышевского водохранилища (без бассейна Оки).
Код объекта в государственном водном реестре — 08010200412110000009489.